# 德瓦爾德冰川
德瓦爾德冰川（英語：DeWald Glacier），是南極洲的冰川，位於維多利亞地的博克格雷溫克海岸，全長9公里，美國地質調查局根據測量和該國海軍的空中照片繪入地圖，現時由南極條約體系管理。